# Jura-Höhenweg

Wegzeichen

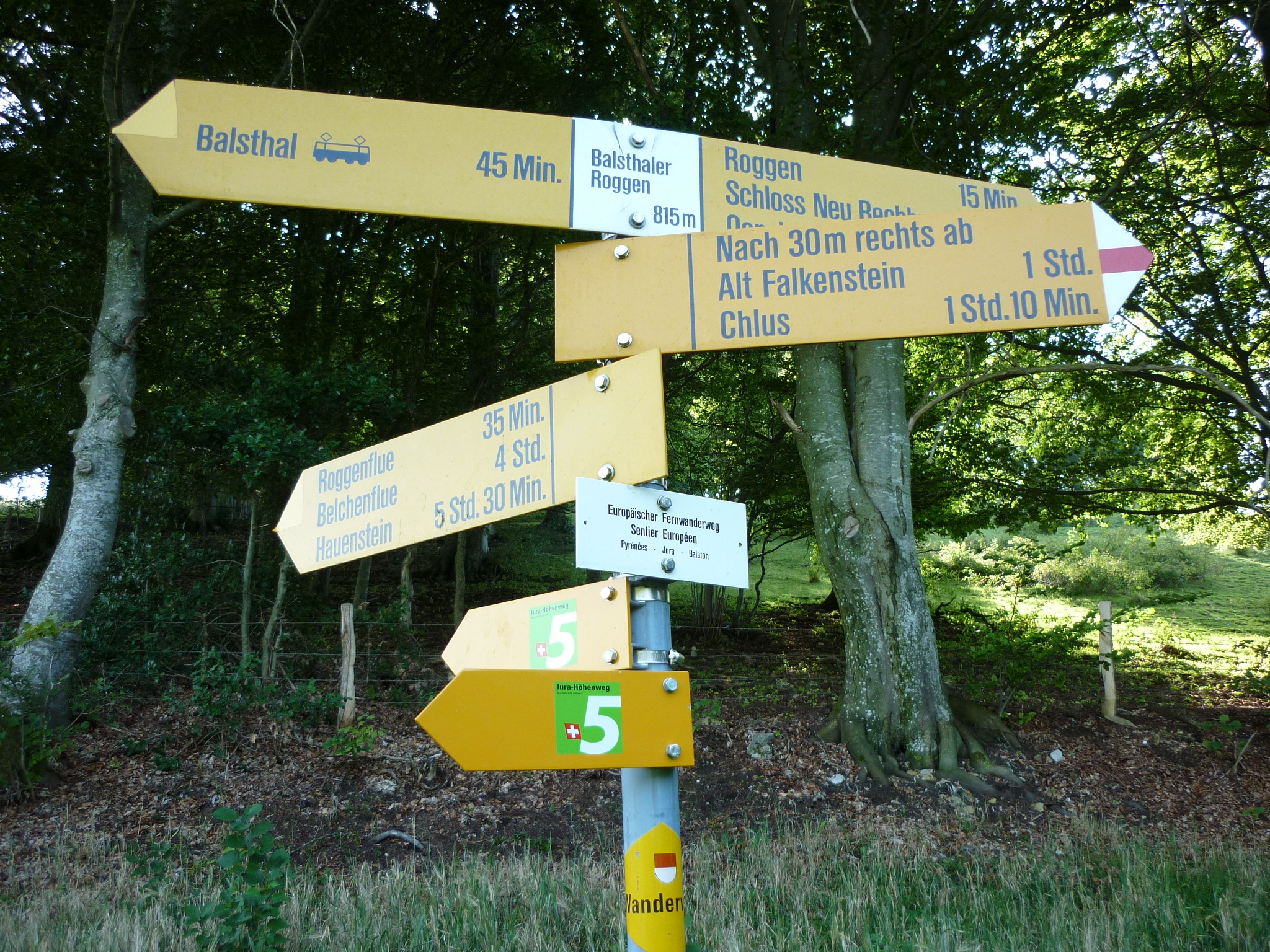
Wegweiser: Nationale Route 5

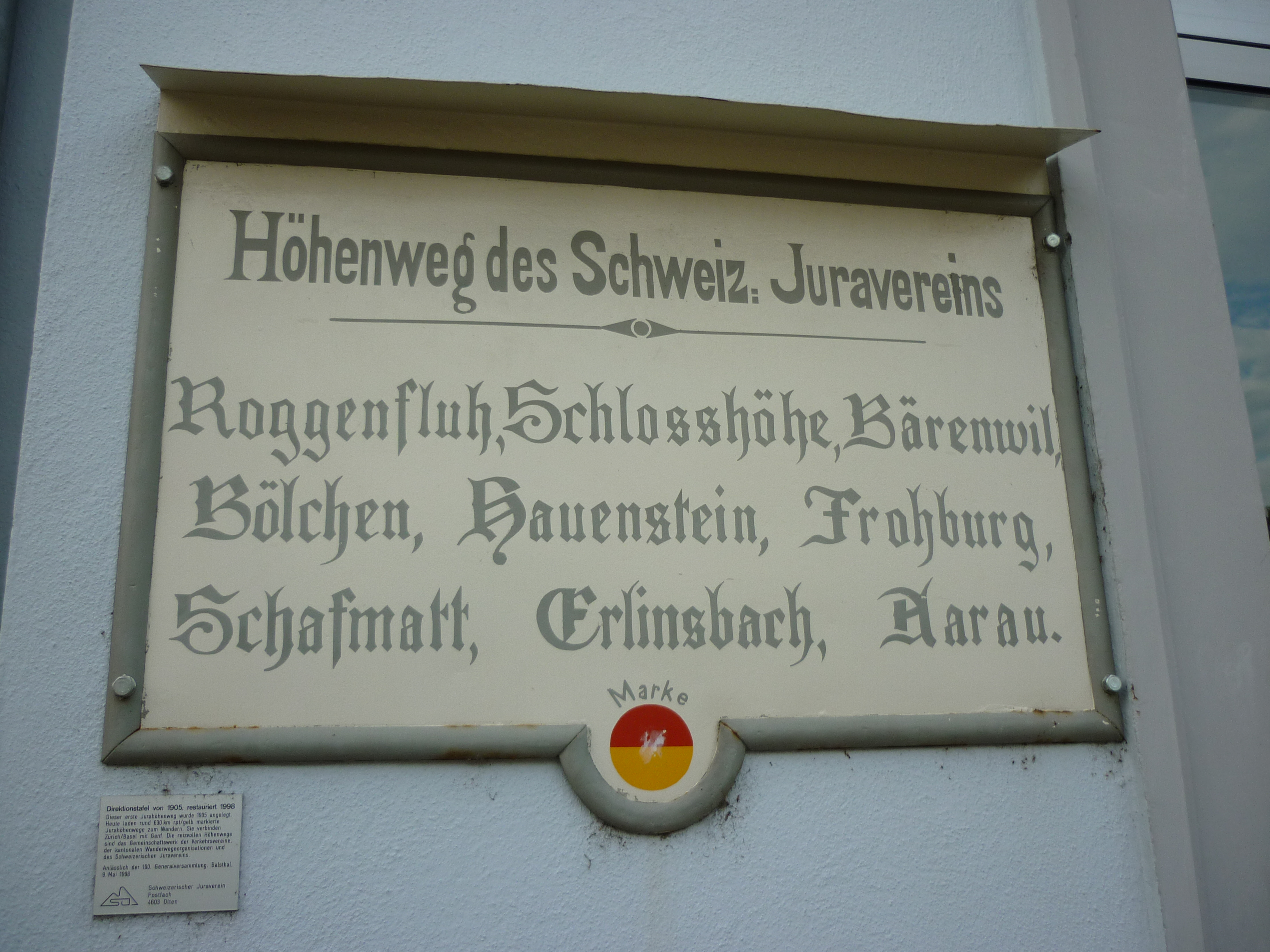
Historischer Wegweiser des ersten Jurahöhenwegs von 1905 in Balsthal

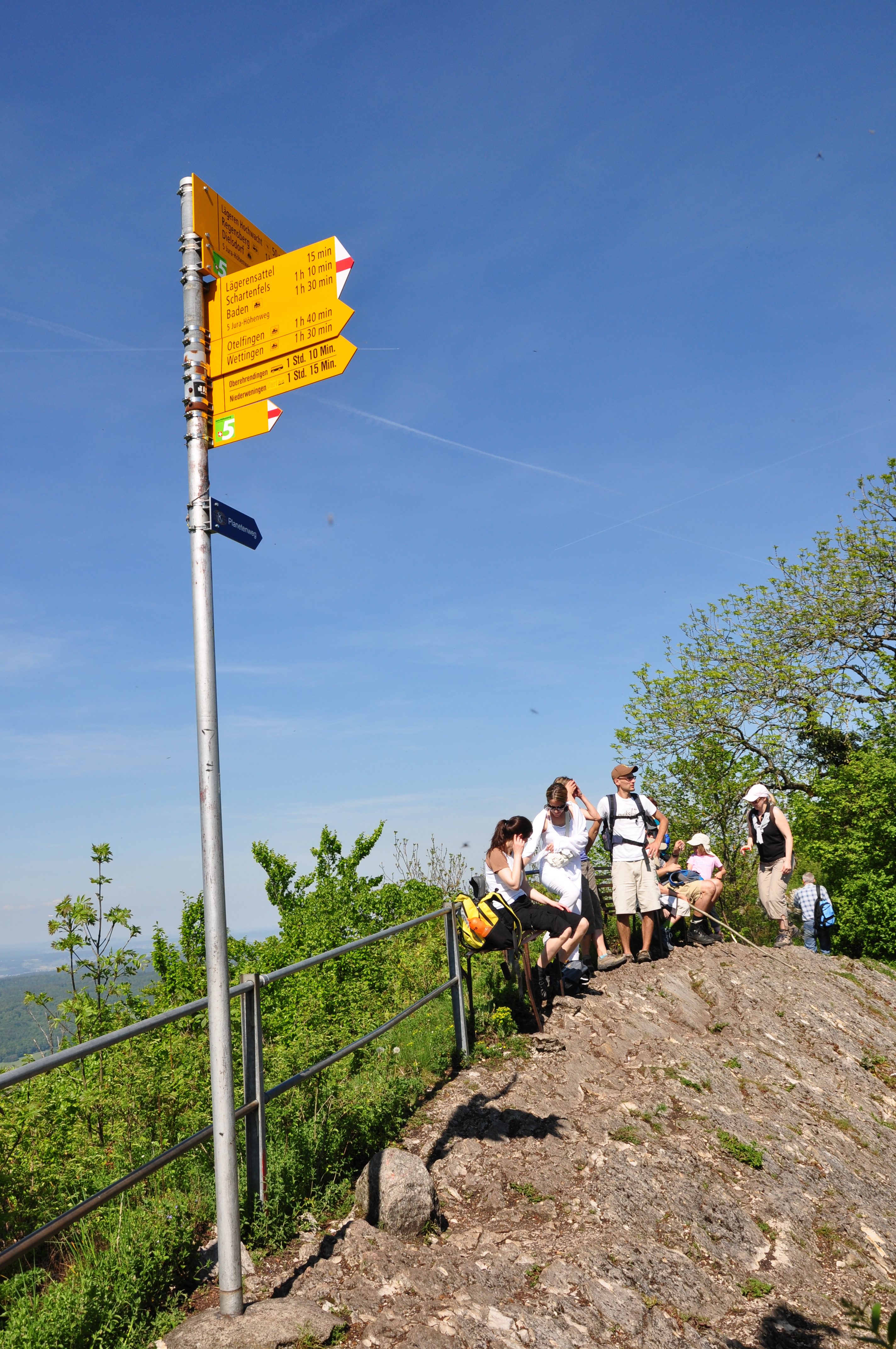
Die Wegstrecke auf der Lägern

Der Jura-Höhenweg (Chemin des Crêtes du Jura) ist ein Wanderweg, der von Nordosten nach Südwesten durch den Jura führt. Er ist mit einer 5 markiert (eine von sieben nationalen Routen) und einer der aussichtsreichsten Fernwanderwege der Schweiz und Bestandteil des Europäischen Fernwanderwegs E4.
Der Weg verläuft mehrheitlich auf dem vordersten und höchsten Kamm der Juraketten in ca. 352 Meter (Brugg) bis 1677 Meter (La Dôle) Höhe. Er beginnt in Dielsdorf nördlich von Zürich und endet nach ca. 300 Kilometern in Borex bei Genf. Die Markierung bestand früher aus rot-gelben Rhomben und Wegweisern, die nun durch Wegweiser mit der Nummer 5 ersetzt wurden. Der Jurahöhenweg wurde vom Juraverein eingerichtet und wird nun von den Wanderwegvereinen der anliegenden Kantone unterhalten. Der Schweizerische Juraverein unterhielt mit den Nebenrouten 640 km Wege zwischen Zürich, Basel und Genf. Entlang des Weges sind Übernachtungsmöglichkeiten vorhanden.
Die gesamte Strecke wird gemäss der offiziellen Wegtabelle mit einer reinen Wanderzeit von 90 Stunden berechnet und weist trotz der Bezeichnung «Höhenweg» wesentliche Höhenunterschiede auf, weil der Jurahauptkamm oft von Schluchten und Klusen unterbrochen ist. Der Höhenweg wird traditionell in 16 Etappen zu sechs bis acht Stunden unterteilt, kann jedoch durch diverse Höhenzugangswege und Querverbindungen des jeweiligen kantonalen Wanderwegnetzes auch zeitlich angepasst werden.
Ein Teil der Strecke kann im Winter mit Langlaufski und Schneeschuhen begangen werden.
Weitgehend parallel verläuft auf französischer Seite der einsamere, weniger aussichtsreiche Fernweg Grande Traversée du Jura.

## Etappen und Sehenswürdigkeiten
1. Etappe: Dielsdorf – Baden

Die erste Etappe führt von Dielsdorf hinauf zum historischen Städtchen Regensberg und weiter auf die Lägern. Der Höhenweg erreicht beim Burghorn eine Höhe von 859 m und führt in einem schmalen Gratweg weiter zum Gasthaus Schartenfels bei Wettingen und an die Limmat hinunter.

Wanderzeit: 4 h
2. Etappe Baden – Brugg

Die Zwischenetappe von Baden nach Brugg führt über das Gebenstorfer Horn, von wo aus eine Aussicht auf das sogenannte Wasserschloss der Schweiz (Zusammenfluss der Limmat und Reuss in die Aare bei Windisch) besteht. Die Wanderung endet im historischen Städtchen Brugg.

Wanderzeit: 3 h
3. Etappe Brugg – Staffelegg

Die Wanderung durch den Aargauer Jura führt zuerst entlang des Bözbergpasses zum Dörfchen Linn, wo die Linner Linde steht. Weiter führt der Weg durch Wälder zur Staffelegg, einem wichtigen Juraübergang. Ein Abstecher von Linn in das Sagenmülital mit seinen Tuffsteinformationen lohnt sich.

Wanderzeit: 4 h 30 min
4. Etappe Staffelegg – Hauenstein

Die vierte Etappe führt zuerst auf den Aarauer Hausberg, die Wasserflue, auf 844 m und führt weiter auf die Saalhöhe, einem weiteren Juraübergang von Aarau Richtung Frick. Der Wanderweg führt weiter in den Solothurner Jura und über die Weiden der Schafmatt in der Nähe der markanten Rundfunkantenne bei der Ruine Froburg. Die Wanderung endet im Dorf Hauenstein nahe dem gleichnamigen Passübergang Unterer Hauenstein.

Wanderzeit: 5 h 40 min
5. Etappe Hauenstein – Balsthal

Die Etappe führt zuerst auf die Belchenflue auf 1099 Meter und weiter zum basellandschaftlichen Weiler Bärenwil (778 m), wo ein Abstecher in die Teufelsschlucht möglich ist. Weiter geht es auf die Roggenflue, welche das Gäu und Oensingen mit seinen 992 Metern überragt. Der lange Abstieg nach Balsthal führt auf der offiziellen Route direkt durch den Bergwald oder in einer Variante entlang der Felsformationen der Klus, die hier den ersten Jurahauptkamm durchbricht, zum Bahnhof von Balsthal.

Wanderzeit: 6 h 30 min
6. Etappe Balsthal – Weissenstein

Die Wanderung beginnt mit einem Aufstieg auf die Schwengimatt, die auf genau 1000 Metern liegt. Weiter führt der Höhenweg durch bewaldetes Gebiet und an der Schattenbergflue vorbei auf den Balmberg. Es folgen die Röti und das Kurhaus auf dem Solothurner Hausberg Weissenstein (1284 m). Von hier führte einst die Sesselbahn Oberdorf–Weissenstein ins Tal, deren Betrieb 2009 eingestellt wurde. Im Dezember 2014 nahm eine neue Gondelbahn den Betrieb auf.

Wanderzeit: 6 h 15 min
7. Etappe Weissenstein – Frinvillier

Dem Hinteren Weissenstein mit dem Höhlensystem Nidlenloch folgt der höchste Gipfel des Kantons Solothurn, die Hasenmatt mit 1444 Metern. Weiter geht die Wanderung über Juraweiden auf den Grenchenberg. Beim Stierenberg wird die Kantons- und Sprachgrenze überschritten. Das Bauerndorf Plagne liegt am Abstieg des Weges zur Klus bei Frinvillier auf 572 Metern. Ein Abstecher ist die halbstündige Fortsetzung durch die Taubenlochschlucht nach Biel.

Wanderzeit: 6 h 30 min
8. Etappe Frinvillier – Chasseral

Die achte Etappe führt zuerst steil hinauf nach Orvin und durch die Ferienhaussiedlung Prés-d'Orvin auf den Grat. Hoch über dem Bielersee steigt der Weg weiter an auf den Chasseral (1607 m), von dort auf dem Grat leicht abwärts bis zum Berghaus.

Wanderzeit: 6 h
9. Etappe Chasseral – Chaumont

Der Wanderweg führt über den Rücken des Chasseral, wobei ein Abstieg durch die Schlucht Combe Grède nach Villeret möglich ist. Schliesslich wird mit dem Chaumont auf 1087 Metern ein weiterer Gipfel im Kettenjura erreicht. Der Chaumont ist der Hausberg von Neuchâtel und ist mit einer Standseilbahn erreichbar.

Wanderzeit: 5 h
10. Etappe Chaumont – Creux du Van

Die Wanderung führt erst durch die Neuenburger Vororte Peseux und Corcelles-Cormondrèche, anschliessend durch die Schluchtenlandschaft der Gorges de l’Areuse westlich von Boudry. Schliesslich wird bei Noiraigue das Val de Travers erreicht, von wo aus der Weg steil bergauf zum Jurahauptkamm bei Le Soliat führt. Der Felszirkel des Creux du Van ist die letzte Station der Etappe.

Wanderzeit: 7 h
11. Etappe Creux du Van – Ste. Croix

Die  Wanderung führt stetig bergab von Le Soliat bis in die Wälder bei der Poëta-Raisse-Schlucht. Unten im Tal liegt Môtiers. Der eigentliche Höhenweg führt auf den Chasseron, einen beliebten Ausflugsberg. Den Abstieg vom Gipfel auf 1607 m führt durch typische Juralandschaften.

Wanderzeit: 6 h 30 min
12. Etappe Ste. Croix – Vallorbe

Nachdem dem Städtchen Sainte-Croix führt der Weg auf den 1588 Meter hohen Suchet bei Ballaigues, wo sich ein Rundblick auf die Kornkammer des Gros-du-Vaud und den Neuenburgersee bietet. Die Wanderung führt schliesslich ins Städtchen Vallorbe (807 m)

Wanderzeit: 6 h
13. Etappe Vallorbe – Le Pont

Kurz nach Vallorbe liegt die Source de l'Orbe. Der Fluss Orbe, der hier aus dem Fels fliesst, entspringt jedoch nicht hier, sondern etwa 50 km weiter westlich. Die 6 km vom Lac de Joux bis zum Städtchen Vallorbe rinnt das Wasser durch ausgedehnte Karsthöhlen. Der Weg führt nun steil aufwärts auf den Dent de Vaulion (1483 m). Der Abstieg ins Vallée de Joux endet im Dörfchen Le Pont.

Wanderzeit: 3 h 30 min
14. Etappe Le Pont – Col du Marchairuz

21 Kilometer / Wanderzeit: 6 h 20 min
15. Etappe Col du Marchairuz – St-Cergue

17 Kilometer / Wanderzeit: 4 h 35 min
16. Etappe St-Cergue – Nyon

26 Kilometer / Wanderzeit: 7 h 25 min

## Nachweis
1. ↑  Alle nationalen Routen bei SchweizMobil.